# Федорівка (Ставрівський старостинський округ)
Фе́дорівка — село Окнянської селищної громади Подільського району Одеської області України. Населення становить 57 осіб.

## Історія
12 червня 2020 року, відповідно до Розпорядження Кабінету Міністрів України від № 724-р «Про визначення адміністративних центрів та затвердження територій територіальних громад Одеської області», увійшло до складу Окнянської селищної громади.
19 липня 2020 року, в результаті адміністративно-територіальної реформи і ліквідації Окнянського району, село увійшло до складу новоутвореного Подільського району.

## Населення
Згідно з переписом УРСР 1989 року чисельність наявного населення села становила 61 особа, з яких 24 чоловіки та 37 жінок.
За переписом населення України 2001 року в селі мешкало 57 осіб.

### Мова
Розподіл населення за рідною мовою за даними перепису 2001 року:
| Мова       | Відсоток |
| ---------- | -------- |
| українська | 73,68 %  |
| румунська  | 19,30 %  |
| російська  | 5,26 %   |
| білоруська | 1,75 %   |